# 维杜勒河
維杜勒河（法語：Vidourle，法語發音：[viduʁl]）是法國的河流，位於該國南部，河道全長95.2公里，流域面積830平方公里，平均流量每秒20立方米，發源自圣罗芒德科迪耶尔，最終在勒格罗迪鲁瓦注入地中海。

## 外部連結
- http://www.geoportail.fr （页面存档备份，存于）
- Sandre数据库中的維杜勒河